# Operatie Skorpion
Operatie Skorpion was een militaire operatie in Noord-Afrika tijdens de Tweede Wereldoorlog. De operatie was een Duitse tegenaanval op de Britse stellingen bij de Halfayapas, die ze na het succes van Operatie Brevity hadden ingenomen. Operatie Skorpion eindigde in een Duitse overwinning.

## Verloop van de operatie
Na een relatief kalme periode die volgde op de Britse Operatie Brevity, vormde generaal Erwin Rommel uit onderdelen van het Afrikakorps drie aanvalsgroepen. In de avond van 26 mei 1941 namen deze gepantserde eenheden positie in aan de voet van de Halfayapas en vielen de volgende morgen aan. De Britse Coldstream Guards en haar ondersteunende eenheden die de pas verdedigden, konden niet verhinderen dat de Duitsers een overheersende positie op het slagveld wisten in te nemen. Britse versterkingen bevonden zich niet dicht genoeg om ondersteuning te verlenen en luitenant-generaal William Gott beval een terugtrekking van de Britse eenheden. Het Afrikakorps nam de Halfayapas in en had op deze manier al het gebied dat het aan de Britten had verloren tijdens Operatie Brevity opnieuw veroverd. Rommel ging onmiddellijk over tot de versterking van de Duitse linies bij Halfaya en de Egyptische grens.